# Redefinición de planeta de 2006

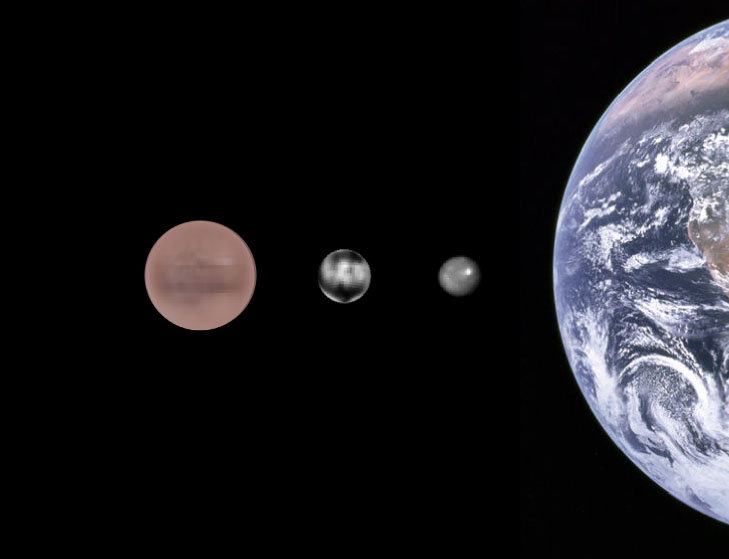
El borrador de propuesta de la UAI hubiera añadido inmediatamente 3 planetas, mostrados aquí en comparación con la Tierra. De izquierda a derecha, Eris, Caronte, Ceres y la Tierra.

En 2006, la Unión Astronómica Internacional propuso que el término «planeta» se redefiniera para aclarar el estatus planetario de Plutón e incluir en el grupo de planetas del sistema solar a otros objetos aparte de los nueve tradicionales. La propuesta se denomina Resolutions 5A, 5B, 6A and 6B for GA-XXVI; miembros de la UAI votaron la propuesta el 24 de agosto de 2006 en Praga.
En su forma original, la redefinición habría tenido como consecuencia directa la clasificación de otros tres cuerpos como planetas. Estos serían Ceres (tradicionalmente considerado como el mayor de los asteroides pero considerado como planeta en la época de su descubrimiento, 1801), Caronte (anteriormente considerada como un satélite natural de Plutón, y que ahora serían considerados conjuntamente como un planeta doble con la definición propuesta), y el recientemente descubierto Eris (apodado Xena por su descubridor, en honor del personaje de ficción del mismo nombre). Otros 12 cuerpos podrían clasificarse también como planetas, incluyendo algunos de los asteroides y objetos transneptunianos mayores. Sin embargo, la abundancia de objetos similares a Plutón en los límites del sistema solar podría producir una lista mayor de objetos que cumplan con esta definición a medida que se vayan descubriendo y discutiendo.
El 22 de agosto, la redefinición original (que reconocía doce planetas, incluyendo Plutón) recibió duras críticas en dos encuentros abiertos de la UAI. Jay Pasachoff, del Williams College, que asistió a ambos encuentros, dijo: “Creo que el día de hoy puede recordarse como el día que perdimos a Plutón”.
La cronología de los hechos ocurridos en la Asamblea están detallados en  Archivado el 25 de julio de 2020 en Wayback Machine..

## 16 de agosto

### Borrador de propuesta

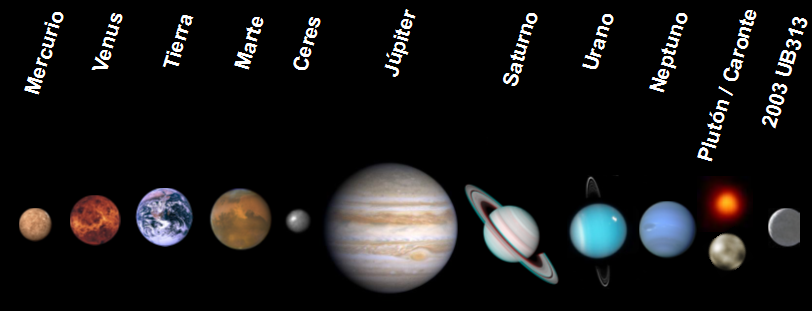
Diagrama que muestra los doce planetas del sistema solar, según el borrador de la propuesta finalmente rechazado.

La UAI publicó su propuesta original de definición en agosto. Esta definición apoyaba en cierta medida la segunda de las tres opciones consideradas por un comité de la UAI en 2005. Su formulación exacta era la siguiente:

Un planeta es un cuerpo celeste que (a) tiene suficiente masa (5 × 1020 kg; diámetro > 800 km) para que su propia gravedad supere las fuerzas de cuerpo rígido de manera que adquiera una forma en equilibrio hidrostático (prácticamente esférica), y (b) está en órbita alrededor de una estrella, sin ser una estrella, ni el satélite de un planeta.

Esta propuesta de la UAI requería que se incluyeran inmediatamente tres nuevos cuerpos celestes:
- Ceres (considerado en primer lugar un planeta, luego un asteroide)
- Caronte (el satélite de Plutón; el sistema sería considerado un planeta doble)
- Eris, un cuerpo que ha sido descubierto recientemente en la parte exterior del sistema solar

Otra docena de objetos eran posibles candidatos a unirse a la lista, a falta de refinar el conocimiento disponible sobre sus propiedades físicas. Algunos objetos de la segunda lista tenían más probabilidad de acabar siendo "planetas" que otros. A pesar de lo que se había afirmado en algunos medios, esta propuesta no limitaba automáticamente el sistema solar a 12 planetas. Mike Brown, el descubridor de Sedna y Eris (2003 UB313), afirmó que al menos 53 objetos conocidos del sistema solar cumplirían probablemente con esa definición, y que una búsqueda completa revelaría probablemente más de 200.

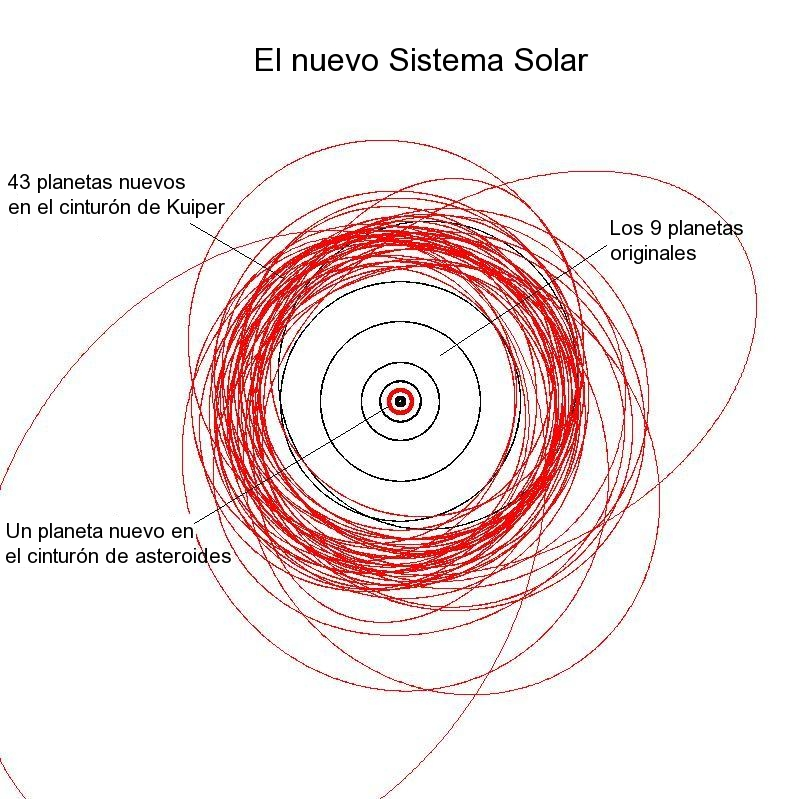
Cómo pudo haber quedado el sistema solar si se le hubiera concedido estatus de planeta a todos los planetas potenciales que se están observando en la actualidad, según Mike Brown.

Un par de objetos se habrían considerado planeta doble si satisfacían independientemente la definición de planeta, y el centro de gravedad común del sistema (conocido como baricentro) estuviera situado fuera de ambos cuerpos. Según esta definición, Plutón y Caronte habrían sido el único planeta doble conocido en el sistema solar, ya que aunque existían otros satélites planetarios (como la Luna de la Tierra) alcanzando el equilibrio hidrostático, no se habrían definido como planeta doble ya que su baricentro común está situado dentro del cuerpo celeste más masivo (la Tierra).
El término "planeta menor" se habría abandonado, reemplazándolo por las categorías "cuerpo pequeño del sistema solar" y una nueva clasificación, "plutones". La primera habría definido a los cuerpos por debajo del umbral de esfericidad. La última habría definido a los planetas con órbitas muy inclinadas, alta excentricidad, y un periodo orbital de más de 200 años, es decir, los cuerpos que orbitan más allá de Neptuno. Plutón sería el "plutón" arquetípico. El término "planeta enano", que se habría podido usar para describir a todos los planetas más pequeños que los ocho "planetas clásicos" en órbita alrededor del Sol, no es una clasificación oficial de la UAI. La UAI no recomendó este borrador que separa a un planeta de una enana marrón. La decisión final sobre si se aceptaba este borrador se preveía para el 24 de agosto de 2006.
Esa redefinición del término «planeta» también podría haber producido cambios en la clasificación de los objetos transneptunianos  2003 EL61, Makemake, Sedna, Orcus, Quaoar, Varuna, 2002 TX300, Ixión, Aya, y los asteroides Vesta, Palas e Higia.(futuramente y/o posiblemente (3) Juno)
El 18 de agosto, la División de Ciencias Planetarias de la Sociedad Astronómica Americana, la mayor sociedad profesional internacional de científicos planetarios, apoyó el borrador de propuesta.
De acuerdo con la UAI, el factor de redondez supondría el requisito de una masa de al menos 5 x 1020 kg, o un diámetro de al menos 800 km. Sin embargo, Mike Brown afirma que estos números solo son correctos para cuerpos rocosos como los asteroides, y que los cuerpos helados como los objetos del cinturón de Kuiper alcanzan el equilibrio hidrostático a tamaños muy inferiores, probablemente algún punto entre 200 km y 400 km de diámetro.

### Ventajas
La definición propuesta halló apoyo entre muchos astrónomos, ya que se valía de la presencia de un factor cualitativo (la redondez del objeto) como característica definitoria de un planeta. La mayoría de las definiciones potenciales restantes dependían de una cantidad límite (por ejemplo, un tamaño mínimo o una inclinación orbital máxima) que se establecería para que se adaptase a nuestro sistema solar. Según los miembros del comité de la UAI, esta definición no utilizaría límites artificiales, sino que la "naturaleza" decidiría si un objeto es o no un planeta.
También tenía la ventaja de considerar una cualidad observable. Con otros criterios sugeridos que tuviesen que ver con la naturaleza de la formación sería más probable que se aceptaran planetas y más tarde se tuvieran que desclasificar al mejorar el conocimiento científico sobre sus características.
Además, la definición mantenía a Plutón como un planeta. El estatus planetario de Plutón estaba y está arraigado en mucha gente, y los astrónomos profesionales podrían ganarse la antipatía del público, tras el alboroto que se produjo la última vez que los medios plantearon la posibilidad de una publicación anunciando su desclasificación como planeta.

### Críticas
Hubo algunas críticas a la redefinición propuesta aludiendo a una supuesta ambigüedad. El astrónomo Phil Plait y el escritor del NCSE Nick Matzke escribieron por qué pensaban que esta redefinición no era una buena idea. La redefinición definía que un planeta orbita alrededor de una estrella. Esto significaba que cualquier planeta que fuera eyectado de su sistema estelar o se hubiera formado fuera de un sistema solar (un planeta errante o un planeta interestelar) no podría denominarse planeta, aunque cumpliera con todas las demás definiciones. Sin embargo, se defendió este criterio sobre la base de que ya existe una situación similar con los objetos denominados con el término "luna", que dejan de ser lunas cuando son eyectados de su órbita planetaria.
Además, la redefinición no diferenciaba entre planetas y estrellas enanas marrones. Se pensaba que la UAI intentaría aclarar esta diferencia en una fecha posterior.
También hubo críticas concernientes a la definición de planeta doble aplicada a Plutón y Caronte: aunque la Luna quedaba definida como satélite de la Tierra, con el tiempo el baricentro Tierra-Luna se desplazará y se colocará fuera de ambos cuerpos. Esto promocionaría a la Luna al estatus de planeta de acuerdo con esta redefinición, aunque el tiempo necesario para que ocurra esto será de miles de millones de años.
Otra de las críticas implicaba el hecho de que la propuesta conllevaba demasiados planetas nuevos: aunque solo se conocían doce objetos que cumpliesen con la nueva definición, era casi seguro que este número aumentaría, pudiendo alcanzar los 200 o más. Se percibía que un número tan grande de planetas hacía que el término tuviera poco sentido.
El 18 de agosto, en una entrevista del programa Science Friday, Mike Brown expresó sus dudas acerca de que fuera necesaria una definición científica:

"La analogía que siempre me gusta utilizar es la palabra "continente". Ya sabes, la palabra continente no tiene definición científica... son solo definiciones culturales, y creo que los geólogos son listos dejándolo así y no intentando redefinir las cosas para que la palabra continente tenga una definición grande y estricta".

Como el propio Mike indica, debía haber sido algo natural e intuitivo: "La nueva definición corrige un error científico de hace 76 años". Pese a que las otras definiciones lo favorecían pues pasaría a ser el mayor descubridor de planetas.

## 18 de agosto

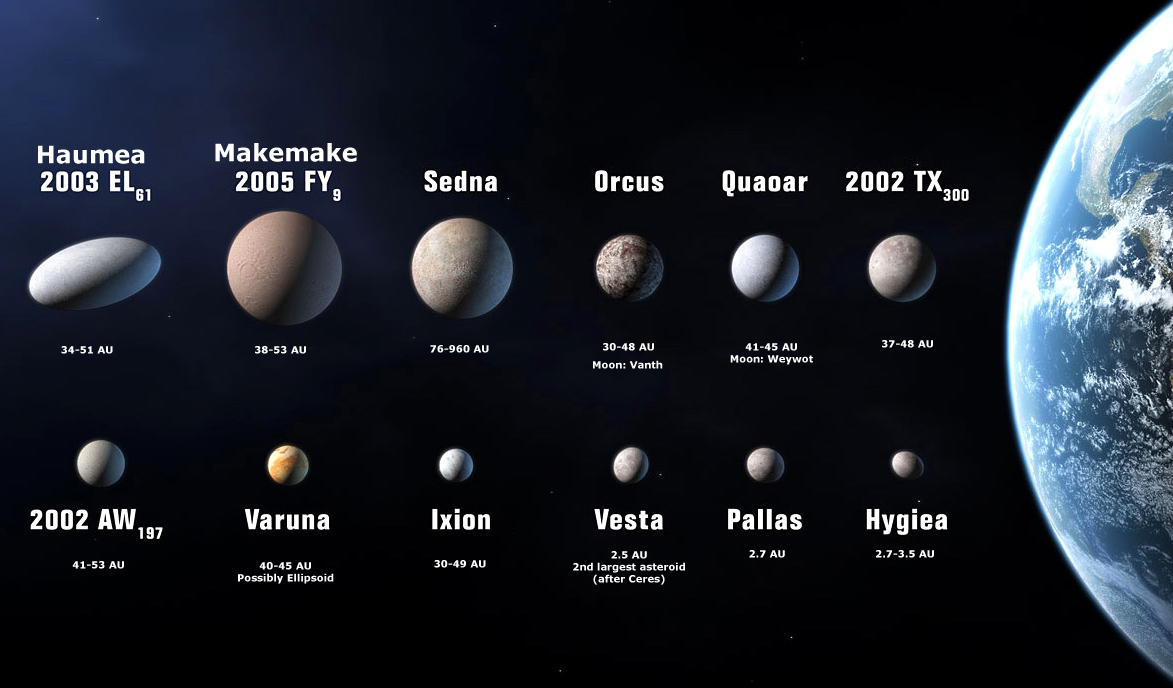
Candidatos a planetas según el borrador de propuesta XXVI de la IAU de 2006, que data del 23 de julio de 2007. La imagen revisada incluye información adicional que incluye información aproximada de A.U. cifras de distancia para los cuerpos representados, así como nombres aprobados para 2003EL61 (Haumea) y 2005FY9 (Makemmake), que no están presentes en la versión original.

### Propuesta alternativa
Según Alan Boss, de la Carnegie Institution of Washington, un subgrupo de la UAI se reunió el 18 de agosto de 2006 y llevó a cabo un voto ficticio sobre el borrador de propuesta: solo 18 estuvieron a favor del borrador de propuesta, y más de 50 estuvieron en contra. Los 50 opositores preferían una propuesta alternativa preparada por los astrónomos uruguayos Gonzalo Tancredi y Julio Ángel Fernández.

(1) Un planeta es un cuerpo celeste que (a) es por mucho el objeto más grande de su población local [1], (b) tiene suficiente masa para que su propia gravedad supere las fuerzas de cuerpo rígido y asuma una forma en equilibrio hidrostático (casi esférica) [2], (c) no produce energía por ningún mecanismo de fusión nuclear [3].

(2) Según el punto (1), los ocho planetas clásicos descubiertos antes de 1900, que se mueven en órbitas casi circulares cercanas al plano de la eclíptica, son los únicos planetas de nuestro sistema solar. Todos los demás objetos en órbita alrededor del Sol son más pequeños que Mercurio. Reconocemos que hay objetos que cumplen los criterios (b) y (c) pero no el criterio (a). Esos objetos se definen como planetas "enanos". Ceres, al igual que Plutón y otros objetos transneptunianos grandes, pertenecen a esta categoría. En contraste con los planetas, estos objetos suelen tener órbitas muy inclinadas y/o alta excentricidad.

(3) Todos los demás objetos naturales que orbitan alrededor del Sol y no cumplen ninguno de los criterios anteriores se deben denominar colectivamente "cuerpos pequeños del sistema solar". [4]

Bajo esta propuesta, nuestro sistema solar actual permanecería sin cambios, pero Plutón se reclasificaría como planeta enano. Una pregunta sin responder sería: ¿cuál es la definición científica o matemática de las difusas palabras "por mucho el más grande"?

## 22 de agosto

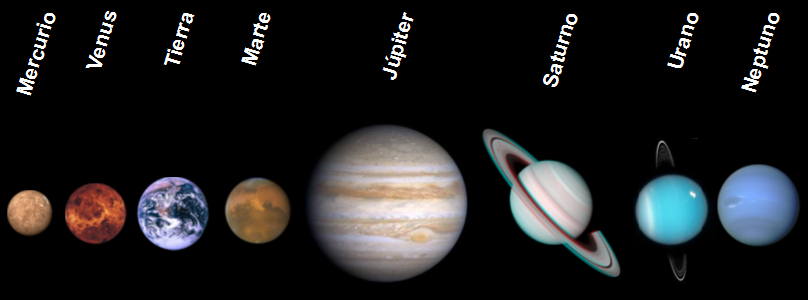
Los ocho planetas clásicos

El 22 de agosto, la propuesta se reescribió con dos cambios sobre el borrador anterior. El primero era una generalización del nombre de la nueva clase de planetas (el borrador anterior había optado explícitamente por el término «plutón»), por el que se pospondría la decisión del nuevo nombre.
Muchos geólogos habían criticado la elección del nombre para los planetas parecidos a Plutón. Los geólogos critican el término plutón, ya que se ha utilizado durante años en la comunidad geológica para representar una forma de intrusión magmática. Las formaciones plutónicas son bloques de roca bastante comunes, y se piensa que la confusión sería inapropiada, ya que la planetología es un campo muy cercano.
El segundo cambio fue una reescritura de la definición de planeta para el caso de los planetas dobles. Existía la preocupación de que, en casos extremos en los que el componente secundario de un sistema doble tuviera una órbita muy excéntrica, pudiera haber un desplazamiento del baricentro hacia fuera del cuerpo primario, produciendo un cambio en la clasificación del cuerpo secundario de satélite a planeta, dependiendo del punto de la órbita en el que estuviera situado. Por esto, se reformuló la definición para considerar que existe planeta doble si el baricentro está fuera de ambos cuerpos durante la mayor parte del tiempo del período orbital del sistema.
Más tarde el mismo 22, se llevaron a cabo dos encuentros abiertos que terminaron en un aparente vuelco de la definición planetaria básica. La posición del astrónomo Julio Ángel Fernández ganó la votación a mano alzada del comité, y se afirmó que era poco probable que perdiera el día 24. Esta posición daría como resultado ocho planetas principales, clasificando a Plutón como "planeta enano". La discusión en el primer encuentro fue acalorada y animada, con los miembros de la UAI mostrando su desacuerdo con otros miembros sobre temas como los méritos relativos de la física estática y dinámica. En una indicativa votación, los miembros rechazaron las propuestas sobre los objetos parecidos a Plutón y los sistemas de planeta doble, e incluso hubo división sobre la cuestión del equilibrio hidrostático. Se dijo que el debate estaba "todavía abierto", y se esperaba que la discusión prosiguiese en debates privados hasta la votación del jueves.
En el segundo encuentro de la tarde, tras negociaciones «secretas», empezó a surgir un compromiso después de que el Comité Ejecutivo se posicionara explícitamente para excluir la consideración de los planetas extrasolares e incluir en la definición un criterio relativo a la dominación de un cuerpo sobre su vecindad. El nuevo borrador de definición (tercero) propuesto fue:

La UAI... resuelve que los planetas y otros cuerpos del sistema solar se definan en tres categorías distintas de la siguiente manera:
(1) Un planeta [1] es un cuerpo celeste que (a) está en órbita alrededor del Sol, (b) tiene suficiente masa para que su propia gravedad supere las fuerzas de cuerpo rígido de manera que adquiera un equilibrio hidrostático (forma prácticamente esférica) [2], (c) ha limpiado la vecindad de su órbita.
(2) Un planeta enano es un cuerpo celeste que (a) está en órbita alrededor del Sol, (b) tiene suficiente masa para que su propia gravedad supere las fuerzas de cuerpo rígido de manera que adquiera un equilibrio hidrostático (forma casi esférica) [2], (c) no ha limpiado la vecindad de su órbita y (d) no es un satélite.
(3) Todos los otros objetos [3] que orbitan al Sol se deben denominar colectivamente "cuerpos pequeños del sistema solar".
[1] Los ocho planetas son: Mercurio, Venus, Tierra, Marte, Júpiter, Saturno, Urano y Neptuno.
[2] La UAI establecerá un procedimiento para asignar la categoría de planeta enano, u otras, a los objetos que estén en los límites en la definición.

[3] Actualmente esto incluye a la mayoría de los asteroides del sistema solar, la mayoría de los objetos transneptunianos y otros cuerpos pequeños.

La definición científica o matemática exacta de "la vecindad de la órbita" de un objeto no se ha explicado. Ésta no debe ser rigurosa en exceso, ya que Júpiter comparte órbita con los asteroides troyanos y evidentemente cualquier definición de planeta debe incluirlo.

## Procedimiento del 24 de agosto

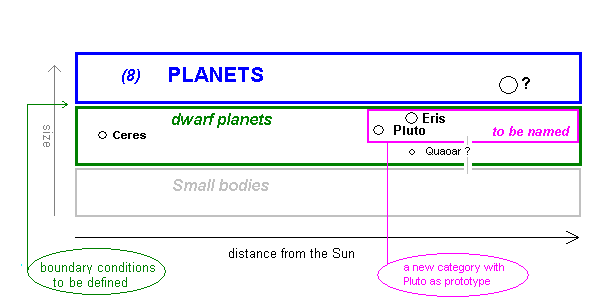
Esquema sobre definición de planeta, según lo votado el 24 de agosto de 2006 (textos en inglés).

La votación sobre la definición tuvo lugar en la UAI el 24 de agosto. Tras una vuelta a las reglas anteriores el 15 de agosto, ya que una definición planetaria es una cuestión científica, todos los miembros de la Unión asistentes a la Asamblea tendrían derecho a voto. El 23 de agosto, el número de personas que habían registrado su asistencia a la Asamblea ascendía a 2409.[cita requerida]
El Comité Ejecutivo de la UAI decidió enmendar dos veces la propuesta original antes de ofrecerla a la decisión de la Asamblea. Presentó cuatro Resoluciones a la Asamblea, cada una relativa a un aspecto diferente del debate sobre la definición:
- La Resolución 5A constituye la propia definición, expuesta arriba.
- La Resolución 5B pretendía enmendar la definición insertando la palabra clásico después de la palabra planeta en el párrafo (1) y la nota al pie [1].
- La Resolución 6A proponía una declaración concerniente a Plutón: "Plutón es un planeta enano por la definición anterior y se le reconoce como el prototipo para una nueva categoría de objetos transneptunianos".
- La Resolución 6B pretendía insertar una frase adicional al final de esta declaración: "Esta categoría se llamaría 'objetos plutonianos'".

El debate se centró en la Resolución 5B, y los méritos de aplicar o no cualificadores a dos categorías distintas de «planeta». En tal caso, todos los cuerpos descritos por los párrafos (1) y (2) serían «planetas», aunque de dos clases distintas. Sin el cualificador «clásico», los "planetas enanos" quedarían excluidos del estatus de «planeta».
La Resolución 6A toma nota explícitamente del estatus de Plutón en particular, y de su importancia en la definición de una nueva subclase de cuerpos. Sin embargo no nombra a esta subclase; tema tratado en una definición separada en la Resolución 6B. El único nombre propuesto fue "objetos plutonianos", un término simple y literal, en contraste con el propuesto anteriormente, «plutones».
Finalmente la Unión Astronómica Internacional, el 24 de agosto de 2006, decidió por unanimidad aunque tras largas discusiones, adoptar la Resolución 5A, añadiendo también la Resolución 6A, que informa sobre el estatus de Plutón. Según se añade en nota al pie, los planetas del sistema solar son Mercurio, Venus, Tierra, Marte, Júpiter, Saturno, Urano y Neptuno.